# Sinocyclocheilus donglanensis
 Sinocyclocheilus donglanensis és una espècie de peix cipriniforme de la família dels ciprínids.

## Morfologia
Els mascles poden assolir els 12,4 cm de longitud total.

## Distribució geogràfica
Es troba a Guangxi (Xina).